# Testudinoidea
Super-famille
Les Testudinoidea sont une superfamille de tortues du sous-ordre des Cryptodires.

## Liste des familles
Selon TFTSG (30 juin 2011) :
- Emydidae Rafinesque, 1815
- Geoemydidae Theobald, 1868
- Platysternidae Gray, 1869
- Testudinidae Batsch, 1788

et les familles fossiles :
- † Haichemydidae
- † Lindholmemydidae
- † Sinochelyidae

## Publication originale
- Fitzinger, 1826 : Neue classification der reptilien nach ihren natürlichen verwandtschaften. Nebst einer verwandtschafts-tafel und einem verzeichnisse der reptilien-sammlung des K. K. zoologischen museum's zu Wien, p. 1-67 (texte intégral).